# Saint-Germain-de-Modéon
Saint-Germain-de-Modéon – miejscowość i gmina we Francji, w regionie Burgundia-Franche-Comté, w departamencie Côte-d’Or.
Według danych na rok 1990 gminę zamieszkiwały 173 osoby, a gęstość zaludnienia wynosiła 11 osób/km² (wśród 2044 gmin Burgundii Saint-Germain-de-Modéon plasuje się na 738. miejscu pod względem liczby ludności, natomiast pod względem powierzchni na miejscu 611.).